# 陽子
陽子（、羅: 蘭: 独: 仏: 英: proton）とは、原子核を構成する粒子のうち、正の電荷をもつ粒子である。英語名のままプロトンと呼ばれることも多い。陽子は電荷+1、スピン1/2のフェルミ粒子である。記号 p で表される。
陽子とともに中性子によって原子核は構成され、これらは核子と総称される。水素（軽水素、1H）の原子核は、1個の陽子のみから構成される。電子が離れてイオン化した水素イオン（1H+）は陽子そのものであるため、化学の領域では水素イオンをプロトンと呼ぶことが多い。
原子核物理学、素粒子物理学において、陽子はクォークが結びついた複合粒子であるハドロンに分類され、2個のアップクォークと1個のダウンクォークで構成されるバリオンである。ハドロンを分類するフレーバーは、バリオン数が1、ストレンジネスは0であり、アイソスピンは1/2、超電荷は1/2となる。バリオンの中では最も軽くて安定である。

## 諸定数

### 電荷
陽子の電荷は、符号が正で大きさが電気素量 e に等しい。その値は
{\displaystyle +e=+1.602~176~634\times 10^{-19}\ {\text{C}}}（正確に）
である（2018 CODATA推奨値）。

### 質量
陽子の質量 mp は
{\displaystyle {\begin{aligned}m_{\text{p}}&=1.672\ 621\ 923\ 69(51)\times 10^{-27}\ {\text{kg}}\\&=938.272\ 088\ 16(29)\ {\text{MeV}}/c^{2}\end{aligned}}}
である（2018 CODATA推奨値）。電子の質量 me に対する比は
{\displaystyle {\frac {m_{\text{p}}}{m_{\text{e}}}}=1836.152\ 673\ 43(11)}
である（2018 CODATA推奨値）。
陽子の比電荷は
{\displaystyle {\frac {e}{m_{\text{p}}}}=9.578\ 833\ 1560(29)\times 10^{7}\ {\text{C}}\ {\text{kg}}^{-1}}
である（2018 CODATA推奨値）。

### コンプトン波長
陽子のコンプトン波長 λp は
{\displaystyle \lambda _{\text{p}}={\frac {h}{m_{\text{p}}c}}=1.321\ 409\ 855\ 39(40)\times 10^{-15}\ {\text{m}}}
である（2018 CODATA推奨値）。

### 荷電半径
陽子のRMS荷電半径 rp は
{\displaystyle r_{\text{p}}=0.8414(19)\times 10^{-15}\ {\text{m}}}
である（2018 CODATA推奨値）。

### 磁気モーメント
陽子の磁気モーメント μp は
{\displaystyle \mu _{\text{p}}=1.410\ 606\ 797\ 36(60)\times 10^{-26}\ {\text{J}}\ {\text{T}}^{-1}}
である（2018 CODATA推奨値）。核磁子 μN に対する比（異常磁気モーメント）は
{\displaystyle {\frac {\mu _{\text{p}}}{\mu _{\text{N}}}}=2.792\ 847\ 344\ 63(82)}
である（2018 CODATA推奨値）。

## 歴史
陽子は1918年にアーネスト・ラザフォードによって発見された。アルファ粒子を窒素ガスに打ち込むと、水素の原子核固有の反応が検出された。窒素ガスは密閉状態にあるため、水素は窒素から分離されたに違いなく、水素の原子核は窒素に含まれていると推測した。これから、当時水素の原子核は電荷が1でありそれ以上分割することができないとされていたため、最も基本的な物質の構成要素であると結論付けた。ラザフォードはこの物質をギリシャ語の最初を表すプロトス（protos）からプロトン（proton、英語発音: [ˈproutɑn]）と名づけた。

## 陽子の崩壊
| 陽子の寿命は無限か有限か。有限だとすればどのくらいか。 |

標準模型においては、陽子の寿命は無限であるとされているが、大統一理論は、非常に長い時間をかけて崩壊することを予言している。
内側にセンサーを敷き詰めた大型のタンク内の大量の液体（に含まれる陽子）を対象として観測することで、これを検出できるかもしれないという提案があり、いくつかの実験が実施されている。日本においてはカミオカンデの目的の一つが陽子の崩壊を観測することであった。陽子の寿命が仮に 1033 年ならば、1033 個の陽子を集めれば1年に1個以上の陽子の崩壊が（崩壊したら確実に観測できるとして）観測できる確率が約63 %（≒1−1/e）であり、2年間で1個以上の陽子の崩壊が観測できる確率が約87 %（≒1−1/e2）、3年間で1個以上の陽子の崩壊が観測できる確率が約95 %（≒1−1/e3）である。2017年現在、この崩壊現象は観測されておらず、引き続くスーパーカミオカンデを含めた実験結果から陽子の寿命は少なくとも 1034 年（日本の命数法で100溝年）以上であると主張されている。陽子崩壊は陽子内部のクォーク同士が 10−31 m 以内に接近したときに起きる現象であるが、これはクォークの大きさが 10−31 m 以下、または点状粒子であることを前提としている。クォーク半径が 10−31 m 以上であると、クォークの中心同士はそれ以上は接近できず、陽子崩壊は起こらない。
陽子崩壊でどういう粒子にどのくらいの確率で崩壊するかは大統一理論のモデルに依存するが、多くのモデルでは主要なモードとして次式のような陽電子と中性パイ中間子、又は反ニュートリノと陽K中間子への崩壊を予言する。
- {\displaystyle \mathrm {p} \to \mathrm {e} ^{+}+\pi ^{0}}
- {\displaystyle \mathrm {p} \to {\bar {\nu }}+K^{+}}

鉄の星は陽子崩壊が起きないことを前提としている。